# 宍戸留美 全人類が愛しい夜
宍戸留美 全人類が愛しい夜（ししどるみ ぜんじんるいがいとしいよる）は、1991年4月14日から同年10月6日まで、ニッポン放送で放送されていたラジオ番組。
放送時間は毎週日曜日の21:30〜22:00。

## 概要
本番組のパーソナリティの宍戸留美は当時、同じニッポン放送で同じ1991年の3月1日から『伊集院光のOh!デカナイト フライデースペシャル』にアシスタントとして寺尾友美と共にレギュラー出演していたが、それから1か月で単独で出演する本番組がスタートした。本番組の基本コンセプト、テーマは「平和」。なお、本番組はニッポン放送のみでの放送だった。
1991年6月16日放送の回では、BAKUをゲストに迎えた。
本番組はニッポン放送ショウアップナイターの後座番組（クッション番組）『ショウアップナイターフラッシュ』のすぐ後の番組であり、ナイター中継が21:30以降にも延長した場合は本番組は15分に短縮または休止となってお蔵入りになった。
一時は「10月からも放送時間を変えて継続」と報じられていたことがあったが、諸事情により継続は無くなり、10月6日をもって6か月で終了した。

## 主なコーナー
- コントコーナー[5]
- ルンルン保健室[5]
他